# T-Mobile Czech Republic
T-Mobile Czech Republic a.s. – czeski operator telefonii komórkowej.
Przedsiębiorstwo zostało założone w 1996 roku, wówczas jako RadioMobil. W tym samym roku powstała również sieć GSM Paegas. W 2002 r. przeprowadzono rebranding i operator zaczął funkcjonować pod nazwą T-Mobile.